# Condado de Montezuma
O Condado de Montezuma é um dos 64 condados do Estado americano do Colorado. A sede do condado é Cortez, e sua maior cidade é Cortez. O condado possui uma área de 5 284 km² (dos quais 9 km² estão cobertos por água), uma população de 23 830 habitantes, e uma densidade populacional de 5 hab/km² (segundo o censo nacional de 2000). O condado foi fundado em 1889.